# Xuân Khê
Xuân Khê là một xã thuộc huyện Lý Nhân, tỉnh Hà Nam, Việt Nam. Đây là xã nằm bên đường quốc lộ 38B nối từ Hải Dương tới Ninh Bình đi qua.
- Phía Tây và phía Bắc giáp xã Nhân Bình.
- Phía Nam giáp xã An Ninh (huyện Bình Lục), cách nhau bởi sông Châu Giang.
- Phía Đông giáp xã Nhân Mỹ.

Dân số khoảng 6.500 người.